# Звонко Бего
Звонко Бего (Сплит, 19. децембар 1940 — Крапинске Топлице, 13. август 2018) био је југословенски фудбалер. Већи део каријере провео је у Хајдук Сплиту, где је играо у периоду од 1957—1967. године.

## Биографија и каријера
Рођен је у Сплиту, 19. децембра 1940. године. Играо је на позицији нападача, а професионалну каријеру започео је у Хајдук Сплиту 1957. године, за који је играо 10 година у 161 утакмици, постигавши 38 голова.
Кратко време био је играч Бајерна из Минхена, а након тога играч Твентеа, где је играо на шест утакмица и постигао један гол. Каријеру је наставио у Бајер Леверкузену, где је играо у периоду од 1968—1969. године и постигао један гол на седамнаест утакмица. Након тога играо је за Аустрију Салцбург, Јунак из Сиња и Ускок из Клиса, где је завршио каријеру.
За фудбалску репрезентацију Југославије играо је шест пута и постигао два гола, 1960. године. Позван је у тим селекције Југославије која је на Летњим олимпијским играма 1960. године освојила златну медаљу, али Бего није играо ни на једној утакмици.
Преминуо је 13. августа 2018. године у Крапинским Топлицама.